# پوگروم شچوچین
پوگروم شچوچین (انگلیسی: Szczuczyn pogrom) کشتار حدود ۳۰۰ یهودی در جامعه شچوچین بود که در ژوئن ۱۹۴۱ پس از دور زدن این شهر توسط سربازان مهاجم آلمانی در آغاز عملیات بارباروسا به دست ساکنان لهستانی آن انجام شد. کشتار ماه ژوئن توسط سربازان آلمانی متوقف شد.
در کشتاری متعاقب توسط لهستانی‌ها در ماه ژوئیه، حدود ۱۰۰ یهودی کشته شدند و به دنبال تسخیر شهرک توسط گشتاپو آلمان در اوت ۱۹۴۱، حدود ۶۰۰ یهودی توسط آلمانی‌ها کشته شدند. یهودیان باقی مانده در یک گتو قرار گرفتند و سپس به اردوگاه مرگ تربلینکا فرستاده شدند.

## پیشینه
حدود ۵۶ درصد از ۴۵۰۲ ساکن شچوچین پیش از جنگ یهودی بودند. در آغاز جنگ جهانی دوم، شچوچین برای مدت کوتاهی توسط نیروهای آلمانی اشغال شد و ۳۵۰ تن، که اکثراً یهودی بودند، به کار اجباری فرستاده شدند، و از این تعداد تنها ۳۰ تن پس از پنج ماه بازگشتند. سپس شهر به شوروی واگذار شد و آنها ساکنان ثروتمند شهر، از جمله بسیاری از یهودیان را دستگیر کردند. حدود بیست خانواده یهودی در ۲۱ ژوئن ۱۹۴۱ به سیبری تبعید شدند و تقریباً ۲۰۰۰ یهودی در شهر باقی ماندند. شوروی تا آغاز عملیات بارباروسا در ژوئن ۱۹۴۱ کنترل شهرک را در دست داشت. با این وجود آلمانی‌ها در پیشروی خود به سمت شرق، شچوچین را دور زدند و کنترل شهر به دست مردم محلی لهستانی افتاد.

## کشتار ژوئن
در شب ۲۵ ژوئن طی سه رویداد یهودیان توسط لهستانی‌ها به قتل رسیدند. در بیست و هشتم ژوئن، اوباش تبر به دست حدود سیصد تن از یهودیان را در یک کشتار وحشیانه کشتند. اوباش لهستانی با تمرکز بر خانواده‌های ثروتمند، تمام اعضای خانواده‌ها را از میان بردند و اجساد را در گودال‌های ضد تانک بیرون شهرک انداختند. این کشتار را خایه سوئیکا-گلدینگ، یکی از بازماندگان یهودی محلی، گواهی داد. وی جزئیات این کشتار، از جمله تلاش‌های زنان یهودی برای توسل به کشیش‌های محلی و روشنفکران لهستانی به منظور جلوگیری از کشته شدنشان و رد متعاقب آن درخواست‌ها، را شرح داد. زنان سرانجام به یک واحد در حال عبور از نیروهای آلمانی مراجعه کردند، که پس از دریافت صابون، قهوه و کار داوطلبانه از سوی زنان، مداخله کرد و جلوی کشتار را گرفت.

## کشتار ژوئیه
حدود ۱۰۰ یهودی در ۲۴ ژوئیه ۱۹۴۱ توسط پلیس لهستانی گماشته شده توسط شوروی در گورستان یهودیان شهر اعدام شدند.

## رویدادهای متعاقب
در ۸ اوت ۱۹۴۱، گشتاپو آلمان کنترل شهر را به دست گرفت. حدود ۶۰۰ یهودی در گورستان به قتل رسیدند و یهودیانی که زنده مانده بودند در یک گتو گذاشته شدند. در ۲ نوامبر ۱۹۴۲ ساکنان گتو به اردوگاه انتقالی باگوشه و از آنجا به اردوگاه مرگ تربلینکا فرستاده شدند.
در اوت ۱۹۴۱، گروهی از حدود ۲۰ زن یهودی از گتو شچوچین هنگام کار در مزرعه ای در بزوری توسط کارفرمایان لهستانی خود مورد تجاوز و سرقت قرار گرفته و کشته شدند. در دادرسی ۱۹۵۰ توسط مقامات کمونیستی، یک نفر به نام استانیسلاو زالفسکی به اعدام محکوم شد (بعدها به زندان تبدیل شد). نام یا سرنوشت شش قاتل دیگر، که در دادگاه محاکمه شده‌اند، مشخص نیست.